# This Is Golf Business
This Is Golf Business was een Nederlands programma van RTL 7, gepresenteerd door Elsemieke Havenga.
In het programma This Is Golf Business interviewt Elsemieke Havenga mensen die uit het bedrijfsleven komen. Het gaat hier niet om gewone mensen, maar om mensen met een topfunctie.
Naast de interviews golfen ze ook, dat gebeurt ergens op een bekende golfbaan in Nederland.
Elke aflevering komt er ook een golfexpert aan het woord. Golfprofessional John Woof behandelt steeds een regelvraag en iemand van de ANWB Golf Academy geeft handige tips.
Het programma is in 2006 en 2007 door This is Golf (TIG) uitgebracht.